# Alba Quintanilla
Alba Quintanilla (Mérida, 11 de julio de 1944) es una compositora, arpista, clavecinista, pianista, cantante, directora de orquesta y pedagoga venezolana.

## Biografía
Quintanilla nació en Mérida, Venezuela, y tuvo su primer contacto con la música a través de sus padres. A los 10 años se matriculó en la Escuela Superior de Música José Ángel Lamas, donde estudió piano, arpa, clavicémbalo, canto (soprano), composición y dirección; sus instructores allí incluyeron a Vicente Emilio Sojo, Juan Bautista Plaza, Cecilia de Majo, Evelia Taborda, Lidya Venturini y Pablo Manelski. Continuó sus estudios musicales en el Conservatorio de Varsovia, Polonia, durante uno de sus años sabáticos (1970). Desde 1982 hasta 1984 asistió a la Staatliche Hochschule für Musik und Darstellende Kunst Mannheim en Mannheim, Alemania, continuando sus estudios de posgrado en composición.

## Carrera
Quintanilla fue la primera mujer en dirigir la Orquesta Sinfónica Venezuela el 18 de noviembre de 1967, estrenando su obra Tres Canciones para Mezzosoprano y Orquesta, galardonada con el Premio Nacional de Música ese año. 
Estuvo activa como pedagoga en su país, enseñando solfeo, armonía, contrapunto, arpa y piano en varios conservatorios y escuelas de música hasta su jubilación en 1990. Desde 1985 hasta 1990 fue directora de la Escuela Nacional de Música Juan Manuel Olivares en Caracas; también se ha desempeñado como directora del Conservatorio de Música de Maracay (1980).
Como compositora ha producido varias cantatas y otras obras vocales. También ha escrito música de cámara y obras solistas, especialmente para piano, arpa, y trompeta. Su música ha ganado más de una docena de galardones y premios a lo largo de su carrera, y también ha sido galardonada con varias Órdenes y Condecoraciones.